# Etchojoa (kommun)
Etchojoa är en kommun i Mexiko.   Den ligger i delstaten Sonora, i den västra delen av landet, 1 400 km nordväst om huvudstaden Mexico City.
Följande samhällen finns i Etchojoa:
- Etchojoa
- Bacobampo
- Jitonhueca
- Guayparín
- Villa Tres Cruces
- Huitchaca
- Navolato
- Las Guayabas
- Macochín
- Campanichaca
- El Centenario
- El Chapote
- El Salitral
- Bacajaquía
- Mabejaqui
- La Línea
- Los Viejos
- Mochipaco Nuevo
- Campo León
- Mocochopo
- Colonia Nacozari
- Guaitana
- Campo Dieciocho
- España
- El Mezquital de Burabampo
- El Quinto Viejo
- Baburo
- Guayabitas
- Huiroachaca
- Bachoco el Alto
- El Vivero
- Juchica
- El Quinto
- Aquisahuali
- El Capusarit